# 川滝村
川滝村（かわたきむら）は、愛媛県の東予地方の宇摩郡にあった村。1954年（昭和29年）に川之江町、妻鳥村、上分町、金生町、川滝村、金田村の3町3村の合併、市制施行により川之江市となり、自治体としては消滅した。その後、川之江市は平成の大合併で四国中央市となり、現在に至っている。徳島県および香川県境に位置する。

## 地理
金生川の上中流域で、東は境目峠にて徳島県に、又東北は香川県と接する。南は法皇山脈を境に上山村（後に新宮村）に接する。金生川は境目峠付近に源流を発し、村内を東から西へと流れ、金田村へと流れ込む。また、香川県との境付近に源流を発する下川川は同様に西流し、村内の柴生にて金生川と合流する。現在は、西部に高知自動車道と徳島自動車道とに分岐する川之江東ジャンクションが設置されている。徳島道は下川地区を東西に横断し、下川トンネルを抜け、新境目トンネルにて徳島県側へと入る。一方、高知自動車道は南に伸び、法皇トンネルにて法皇山脈を貫通している。地内を中央構造線が東西に横断している。
河川
金生川、下川川

## 歴史

### 略史
古代
- 柴生に古墳が存在している。

江戸時代
めまぐるしく変遷を遂げている。
- はじめ松山藩領。
- 1636年（寛永13年）　一柳氏領。
- 1643年（寛永20年）　幕府領、松山藩預かり。
- 1698年（元禄11年）　今治藩領。

明治以降
- 明治時代半ば頃から柴生で和紙生産が盛んになる。
- 1902年（明治35年）　阿波国への国道（現在の国道192号）開通。
- 1902年（明治35年）　下川村から北海道へ約50戸移住。
- 明治30年代後半　葉タバコ、柑橘類の生産始まる。
- 1947年（昭和22年）　川滝中学校開設。

### 村の沿革
- 1889年（明治22年）12月15日 - 町村制施行に伴い、柴生（しぼう）村、下川（しもかわ）村、下山（しもやま）村及び領家（りょうけ）村の区域をもって、宇摩郡川滝村（かわたきむら）が発足する。
- 1954年（昭和29年）11月1日 -川之江町、妻鳥村、上分町、金生町、川滝村及び金田村が合併し、川之江市が発足する。
なお、同日付けで伊予三島市が発足する。

```
川滝村の系譜
（町村制実施以前の村）　（明治期）　　　　　　　（昭和の合併）　（平成の合併）
　　　　　　　　　　　　町村制施行時
柴生　　━━━━┓
下川　　━━━━╋━━川滝村━━━━━━━━━━━┓
下山　　━━━━┫　　　　　　　　　　　　　　　　┃
領家　　━━━━┛　　　　　　　　　　　　　　　　┃昭和29年11月1日
　　　　　　　　　　　　　　　　　あ　　　　　え　┃合併・市制施行　
　　　　　　　　　　　川之江村━川之江町━━━┳━╋川之江市━┓
　　　　　　　　　　　二名村━━━━━━━━━┛　┃　　　　　┃
　　　　　　　　　　　妻鳥村━━━━━━━━━━━┫　　　　　┃
　　　　　　　　　　　　　　　　　　い　　　　　　┃　　　　　┃
　　　　　　　　　　　上分村━━━━上分町━━━━┫　　　　　┃
　　　　　　　　　　　　　　　　　　　　う　　　　┃　　　　　┃
　　　　　　　　　　　金生村━━━━━━金生町━━┫　　　　　┃
　　　　　　　　　　　金田村━━━━━━━━━━━┛　　　　　┃
　　　　　　　　　　　　　　　　　　　　　　　　　　　　　　　┃平成16年4月1日
　　　　　　　　　　　　　　　　　　　　　　　　　　　　　　　┃新設合併
　　　　　　　　　　　　　　　　　　　　　　　　　　　　　　　┣四国中央市
　　　　　　　　　　　　　　　　　　　　伊予三島市━━━━━━┫
　　　　　　　　　　　　　　　　　　　　新宮村━━━━━━━━┫
　　　　　　　　　　　　　　　　　　　　土居町━━━━━━━━┛
　　　　　　　　　　　　　　　　　　　　　　　　　
あ – 明治31年12月21日 川之江村が町制施行、川之江町に
い – 大正2年1月1日 上分村が町制施行し、上分町に
う – 昭和23年4月1日 金生村が町制施行し、金生町に
え – 昭和29年3月31日 川之江町が二名村を編入

（注記）川滝村以外の合併以前の系譜はそれぞれの市町村の記事を参照のこと。

```

## 地域
明治の合併前の旧4か村がそのまま大字となった。
柴生（しぼう）、下川（しもかわ）、下山（しもやま）、領家（りょうけ）
昭和の合併により川之江市になってから、柴生及び下川がそのまま「町」を付け、柴生町、下川町となった。下山及び領家は「川滝町」を冠することとした。
例　川之江市柴生町　川之江市川滝町下山
平成の合併により四国中央市になってからは、「川之江市」を「四国中央市」に読み替える。
例　四国中央市柴生町　 四国中央市川滝町下山

## 学校
- 川滝小学校 － 現在の四国中央市立川滝小学校
- 下川小学校 － 廃校
- 葱尾小学校 － 同
- 川滝中学校 － 廃校され、現在は中学生は、四国中央市立川之江南中学校に通学。

## 産業
山麓の丘陵地が大半であり、明治30年代後半から葉タバコや柑橘の栽培が導入された。

## 交通
鉄道はなし。最寄り駅は川之江駅。
- 国道192号

## 名所
- 常楽寺 - 僧行基来訪の言い伝え。
- 常福寺 - 弘法大師伝説。
- 新田神社 - 新田義貞の子・義宗が当地に隠れ住んでいたという伝説が残る。
- 山城神社